# Scheibbs
Scheibbs è un comune austriaco di 4 220 abitanti nel distretto di Scheibbs, in Bassa Austria, del quale è capoluogo; ha lo status di città capoluogo di distretto (Bezirkshauptstadt).